# Ca’ Sagredo

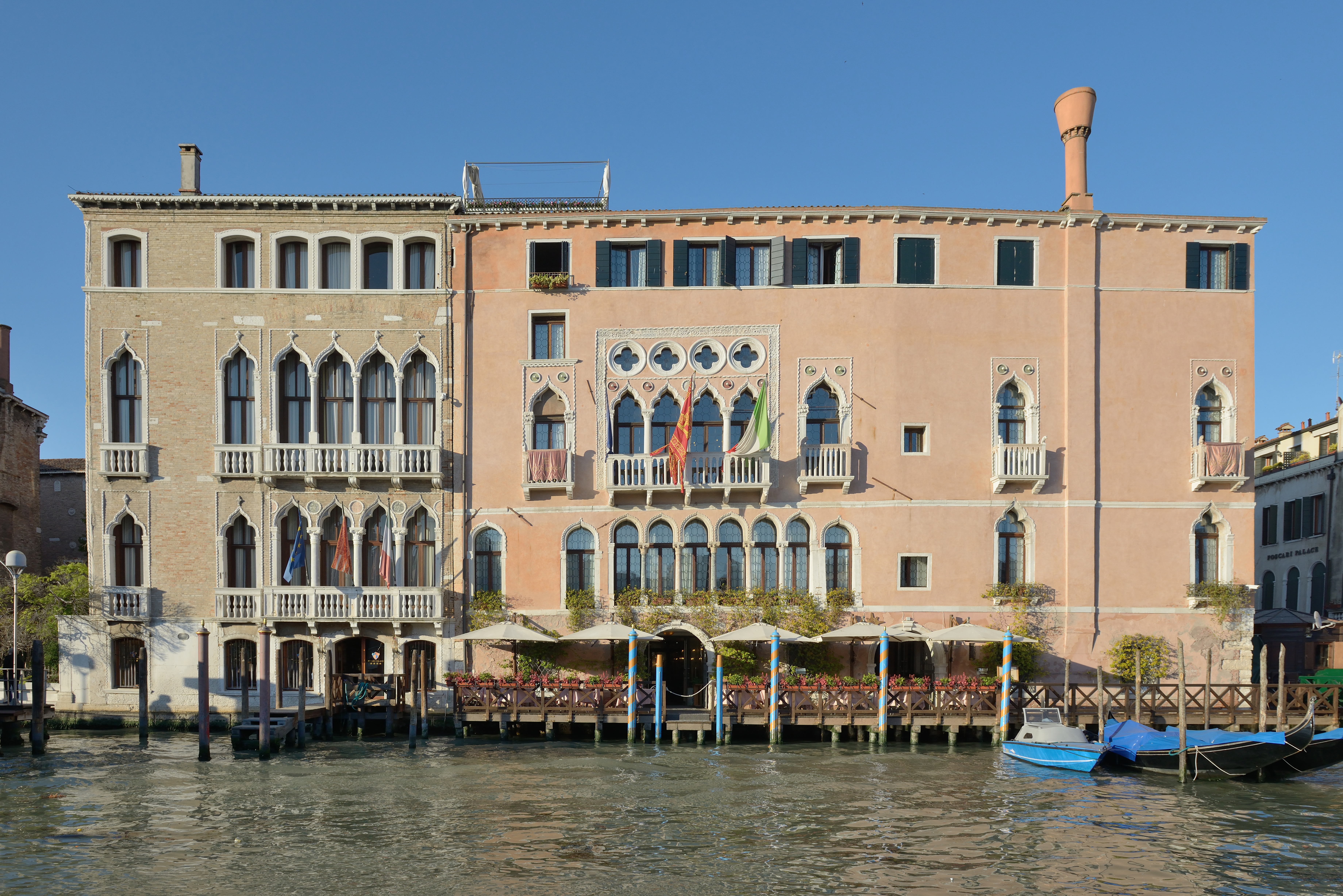
Die Paläste Giustinian Pesaro (links) und Sagredo vom Canal Grande aus

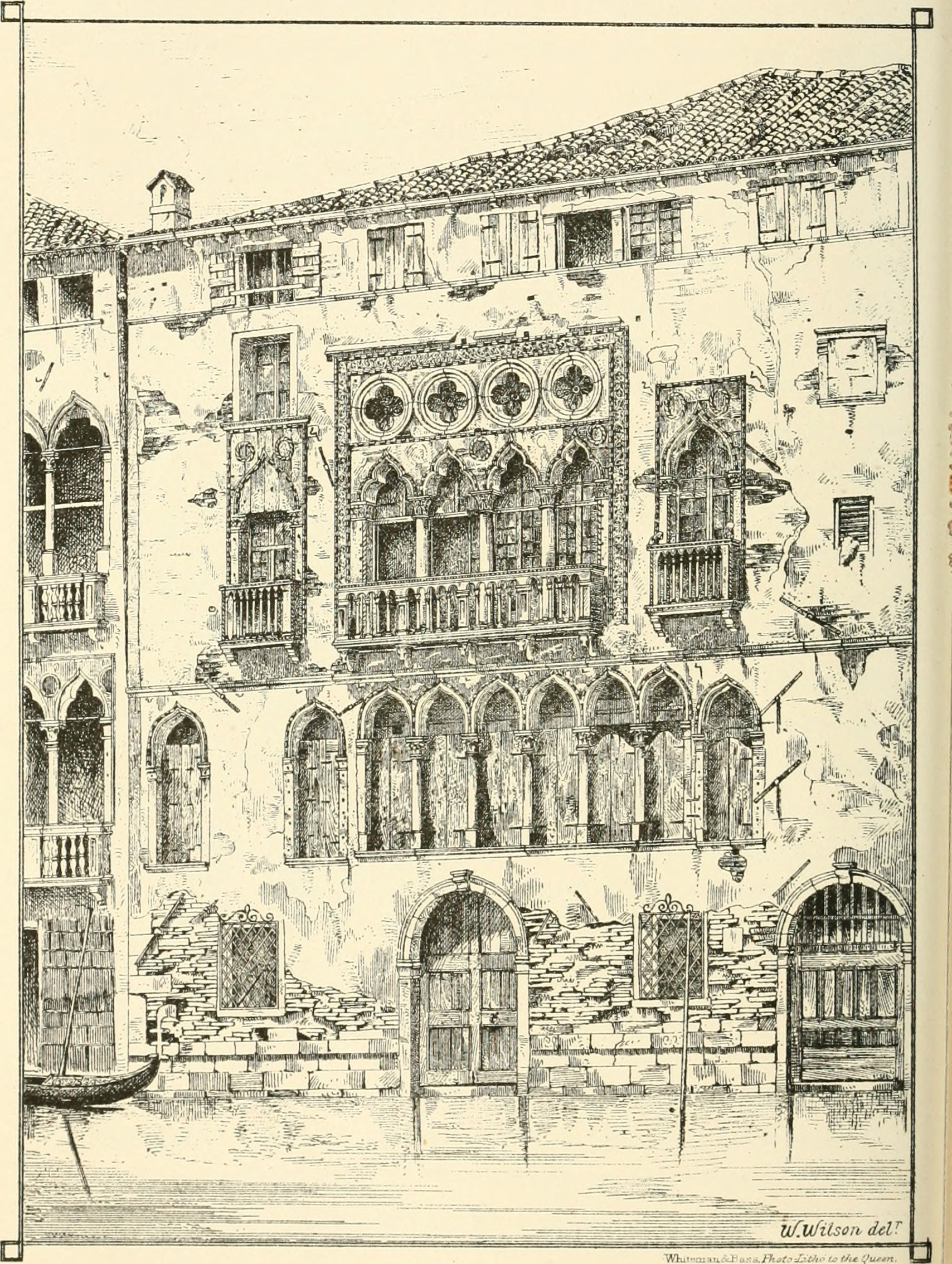
Zeichnung des Palastes, George Edmund Street (1824–1881), um 1874

Die Ca’ Sagredo, auch Palazzo Morosini Sagredo genannt, ist ein venezianischer Stadtpalast des 14./15. Jahrhunderts im venezianischen Sestiere Cannaregio.
Die Familie Morosini ließ den Palast umstrukturieren, insbesondere ab 1382 auf Anweisung des seinerzeitigen Dogen Michele Morosini. Der erste Piano nobile des Palastes stammt aus der Übergangszeit zwischen byzantinischem und gotischem Baustil. Daher findet man zierliche Säulen, auf denen gestelzte Bogen ruhen. Der rechte Flügel ist sehr breit angelegt. Die Portego-Loggia des zweiten Piano nobile ist deshalb einzigartig in Venedig, weil man nur hier die Vierpässe in dieser Form über Bogen gestellt hat. An der Seite zum Campo Santa Sofia finden sich, in monotoner Anordnung, Rundbogenfenster, die erst später in dieser Weise gestaltet wurden.
Die Familie Sagredo erstand das Bauwerk 1661 von den Morosini. Anfang des 18. Jahrhunderts erstand Gerardo Sagredo das Bauwerk, Prokurator von San Marco und Verwandter des Dogen Niccolò Sagredo. Unter Leitung von Andrea Tirali wurde der Stadtpalast erneut umgebaut, die Seitenfront zum Campo S. Sofia vereinheitlicht. An den Arbeiten nahm auch Tommaso Temanza teil. Eigentlich hätte auch die Hauptfassade neu gestaltet werden sollen, doch dies scheiterte an einem langwierigen Erbstreit zwischen den Zweigen der Familie. Aus dem 18. Jahrhundert stammen auch die Stukkaturen im Inneren, ebenso wie für die Prunktreppe (1718–1738), die von Andrea Tirali entworfen wurde, mit dem „Gigantensturz“. Im abschließenden Mezzanin war das Casinò untergebracht, mit seinen herausragenden Stuckarbeiten von Carpoforo Mezzati Tencalla.

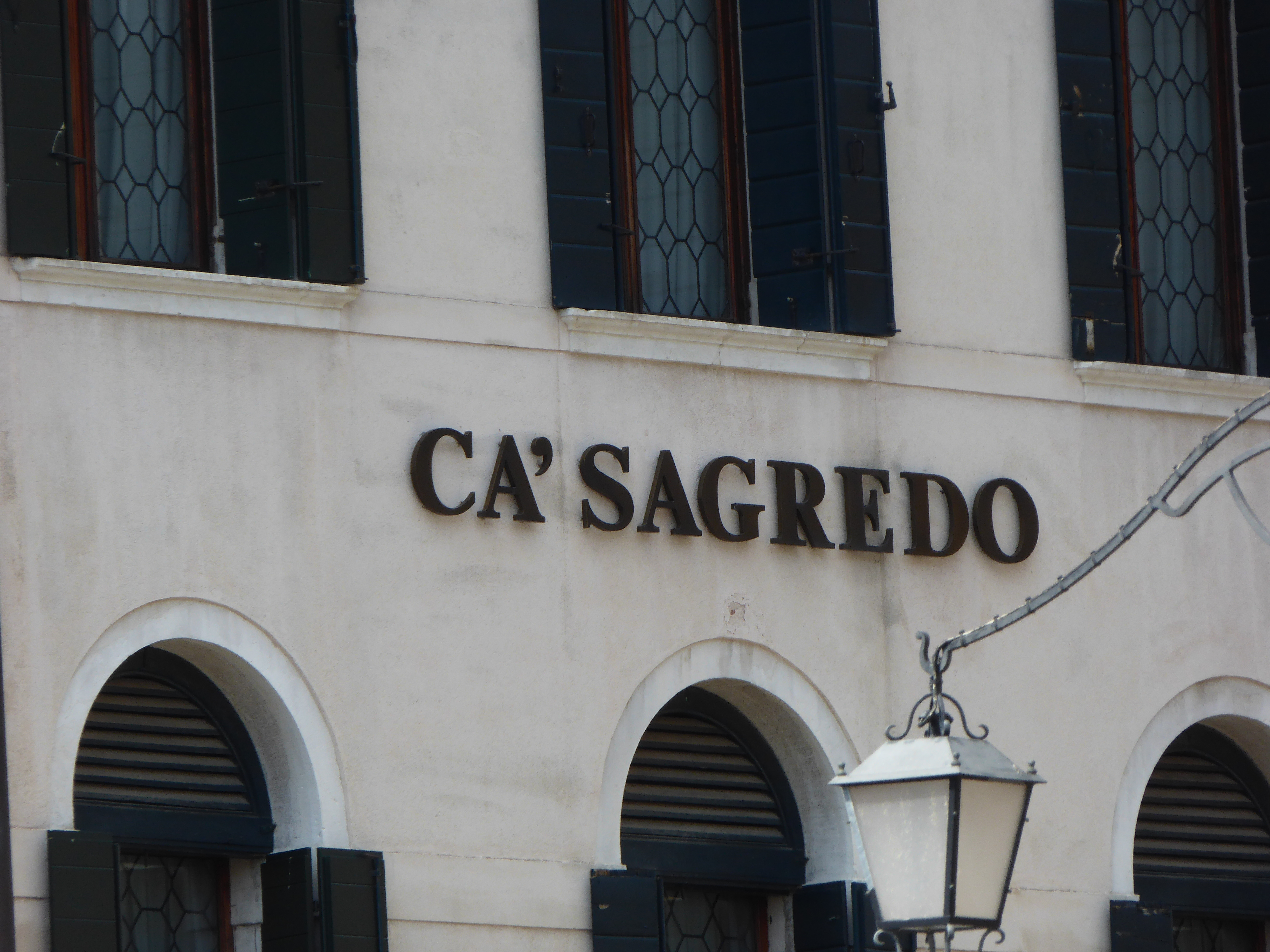
Tafel an der Außenfassade

Nach dem Tod Agostinos, des letzten Abkömmlings der Familie, wurden zahlreiche Kunstwerke des Hauses verkauft. Beim Bau der Strada Nova wurde eine Rückfassade unter Aufnahme der Formen der Campo-Seite errichtet. Unter Aufsicht der Sovrintendenza alle Belle Arti di Venezia wurde die Fassade ab 2006 sieben Jahre lang restauriert.
Die Huldigung an Venedig von Giambattista Tiepolo ist noch in schlechtem Zustand erhalten, die anderen Werke des Künstlers für den Palast sind heute verstreut. Tiepolo hatte bereits in den 1730er Jahren für die Sagredo gearbeitet und die vom Dogen Niccolò Sagredo erworbene Kapelle in San Francesco della Vigna freskiert.